# Toyota Center
El Toyota Center («Centro Toyota») es un pabellón deportivo localizado en el centro de la ciudad de Houston, Texas. Debe su nombre a la empresa japonesa de automóviles Toyota, patrocinadora del pabellón. Los Houston Rockets, equipo de la NBA y principales usuarios del pabellón, comparten el recinto con los Houston Aeros de la Liga Americana de Hockey.

## Historia
En 2002, los equipos de Houston presionaron a la alcaldía de la ciudad para la construcción de un nuevo pabellón que reemplazara el antiguo Compaq Center, conocido como Summit. Como resultado de eso, construyeron el Toyota Center. Hoy en día, el Toyota Center cuenta con 18 300 asientos de capacidad para baloncesto, 17 800 para hockey y 19 000 para conciertos. Goza de 2900 asientos vip, 103 suites de lujo y un aparcamiento de 10 000 localidades. El Toyota Center fue el ganador del premio Allen a la mejora ciudadana por Central Houston en 2003. También se llevó el premio Rookie of the Year por los Harlem Globetrotters en 2004 y fue finalista del Pollstar Magazine como mejor sala de conciertos nueva. Durante su primer año tuvo una asistencia de 1,5 millones de espectadores.

## Eventos
El evento que abrió la inauguración del pabellón fue un concierto de Fleetwood Mac el 6 de octubre de 2003. El primer encuentro de los Rockets allí fue frente a Denver Nuggets el 30 de octubre de 2003. Desde su apertura, el Toyota Center ha acogido un gran número de eventos, el más importante el All-Star Game de 2006.
La promoción de artes marciales mixtas Ultimate Fighting Championship ha realizado cuatro veladas allí: UFC 69 en 2007, UFC 136 en 2011, UFC 166 en 2013 y UFC 192 en 2015.
También han tenido gran acogida conciertos como los de Mariah Carey, Madonna, Celine Dion, Shakira, High School Musical, Green Day, Kiss, Eric Clapton, Justin Timberlake, Chayanne, Maná, Luis Miguel, Kabah, Keith Urban, Metallica, Christina Aguilera, Lady Gaga, OV7, Flans, Linkin Park CD9, Ricardo Arjona, NCT 127, BLACKPINK, Suga, EXO, SEVENTEEN y Twice en varias ocasiones.
En cuanto a lucha libres, el PPV TLC:Tables, Ladders & Chairs 2010 de la World Wrestling Entertainment tuvo lugar allí, también el PPV Night of Champions 2015 de la WWE se llevara a cabo allí.

## Capacidad
A lo largo de su historia:
| Años          | Capacidad |
| ------------- | --------- |
| 2003–2007     | 17 982    |
| 2007–2012     | 18 043    |
| 2012–2014     | 18 023    |
| 2014–presente | 18 055    |

## Galería

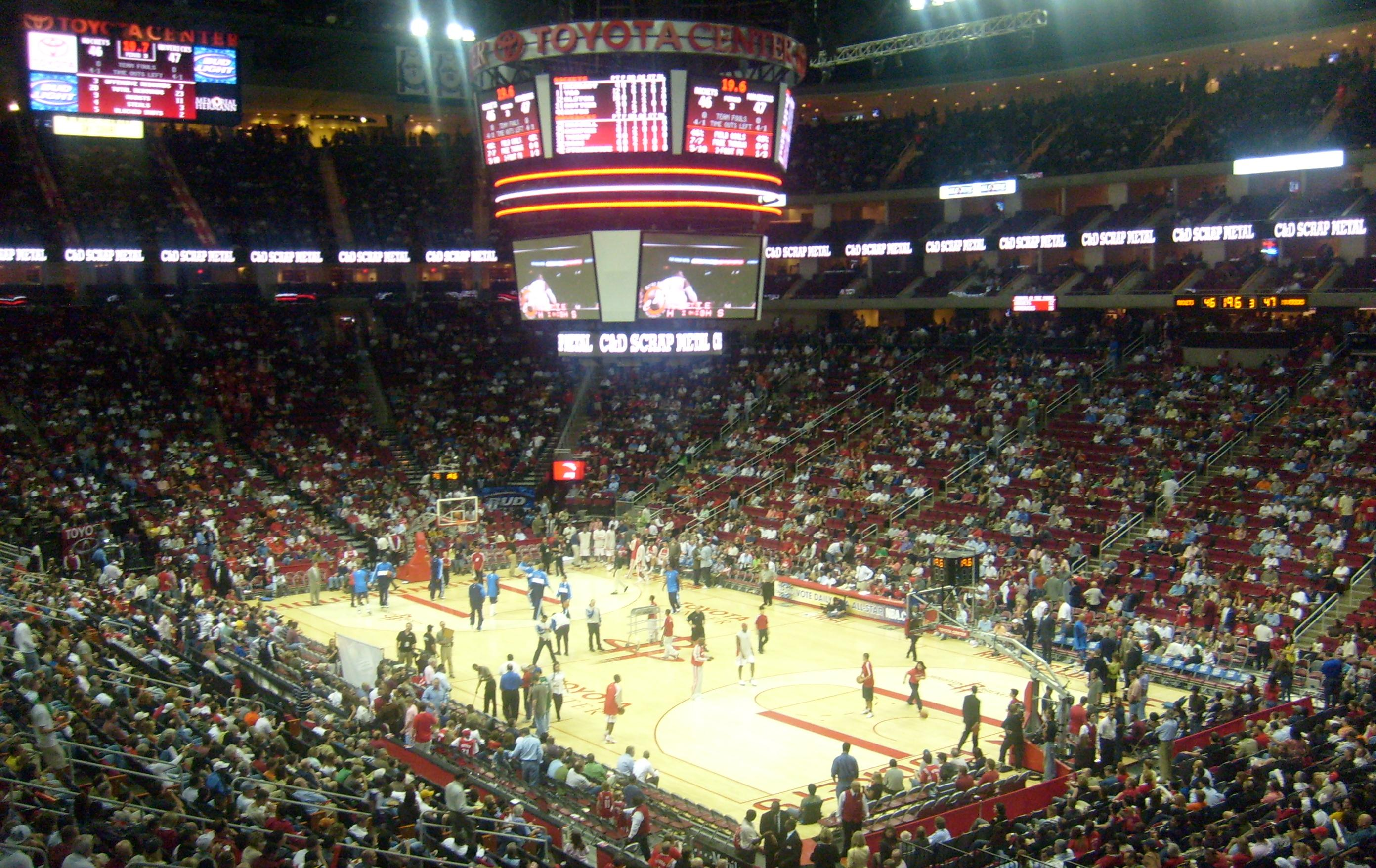
Interior
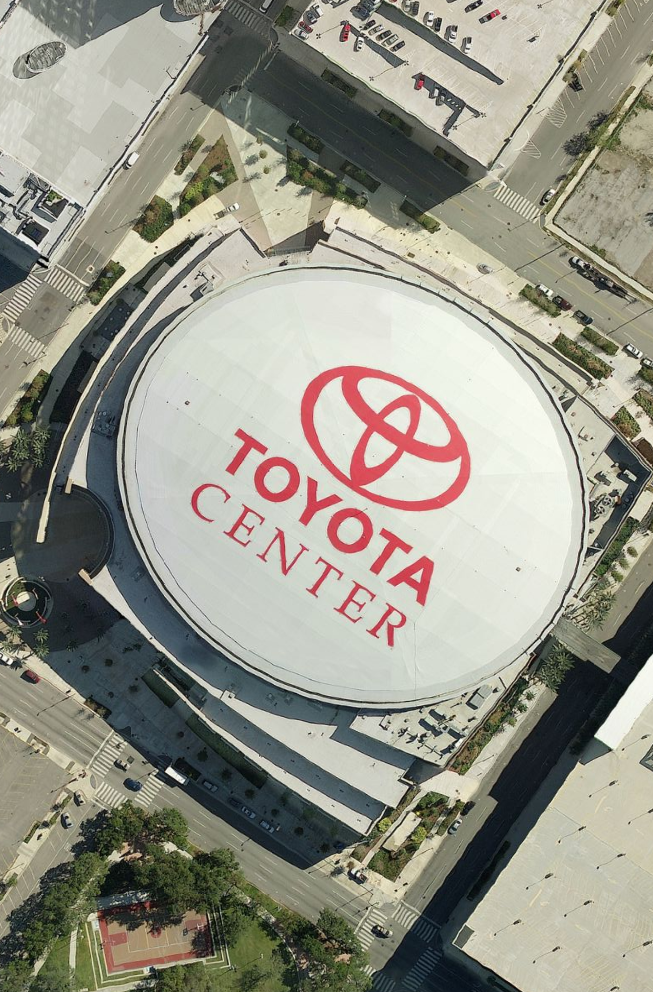
Vista cenital
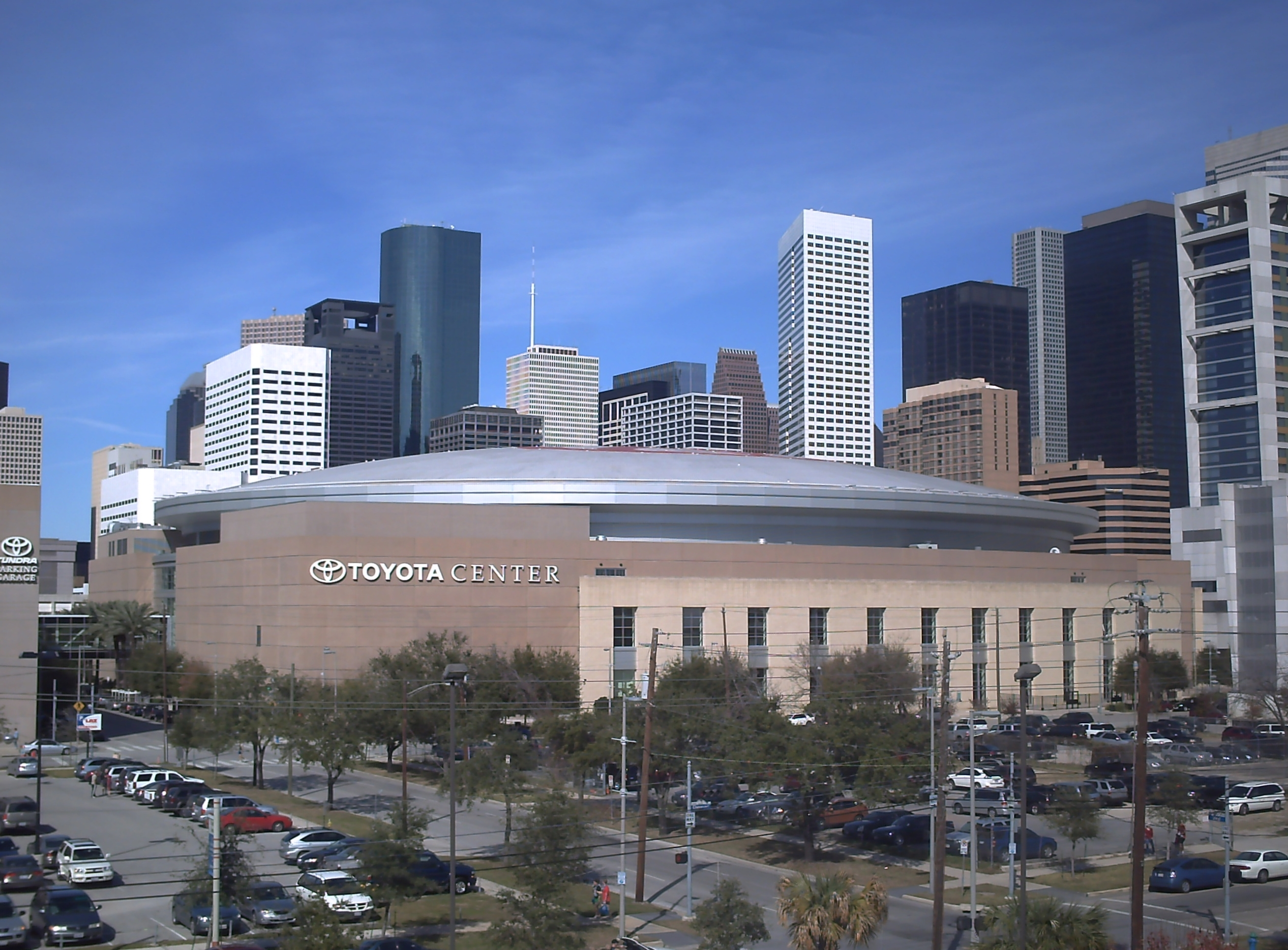
Parte posterior
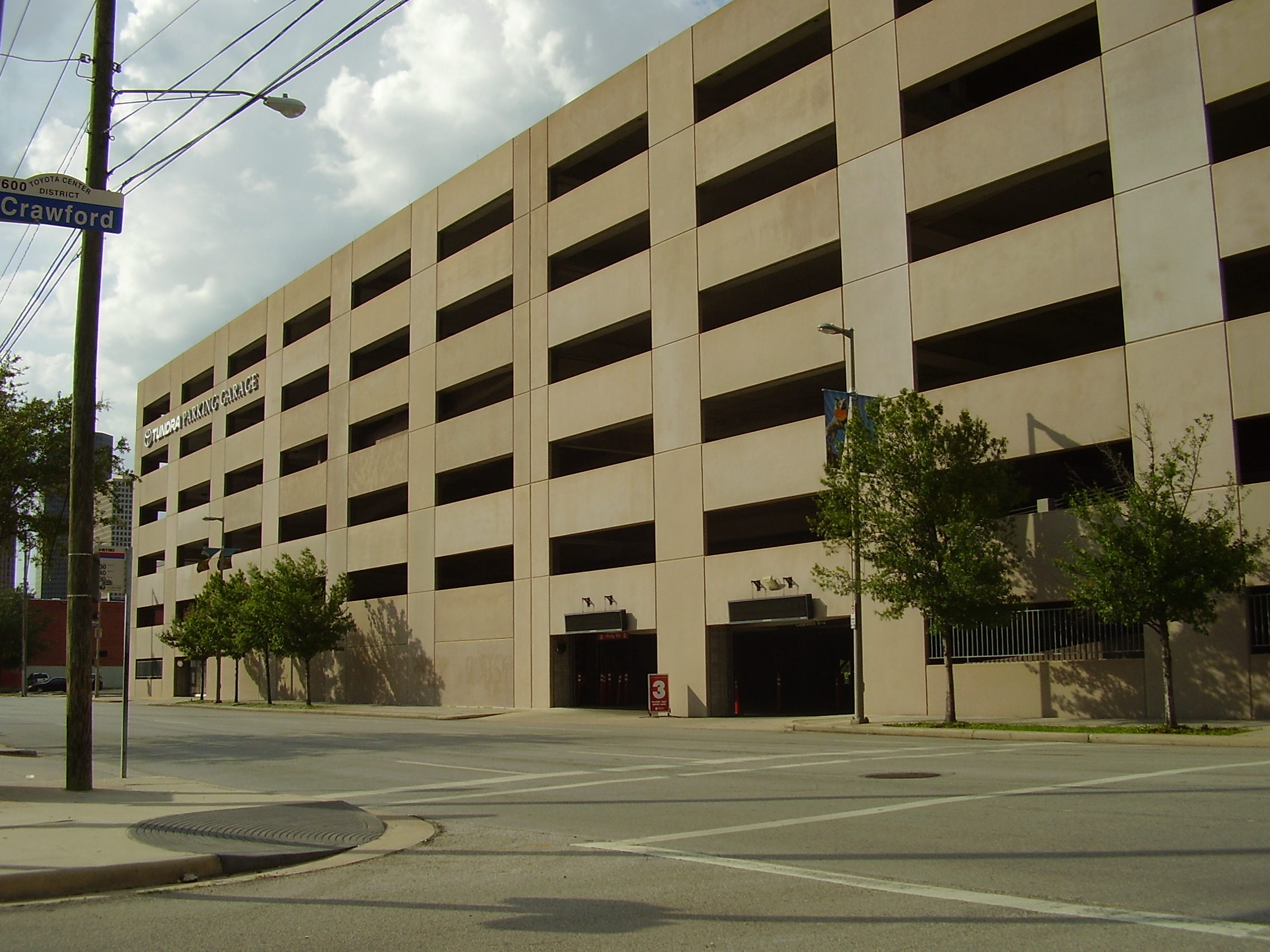
Estacionamiento